# Fluitje van een cent (uitdrukking)
Een fluitje van een cent (ook: een fluitje van een oortje) is een uitdrukking voor werk dat bijzonder gemakkelijk is. 
- Als je het eenmaal doorhebt, is het een fluitje van een cent.

De uitdrukking heeft waarschijnlijk de betekenis dat het heel gemakkelijk is om te spelen op een goedkope fluit. Fluitje van een cent is de Nederlandse benaming voor een tinwhistle, een kanaalfluitje met zes vingergaten.